# Gardena Ronda Express
| Gardena Ronda Express      | Gardena Ronda Express            |
| -------------------------- | -------------------------------- |
| Bahn an der Talstation     |                                  |
| Lage:                      | St. Christina in Gröden BZ I     |
| Gebirge:                   | Dolomiten, Alpen                 |
| Länge                      | 1244 m                           |
| Durchschnittliche Steigung | 11,5 %                           |
| Höhenunterschied           | 142 m                            |
| Tiefster Punkt             | Ruacia 1430 m                    |
| Höchster Punkt             | Beginn Tschisles-Tal 1562 m      |
| Talstation                 | 46° 33′ 25,7″ N, 11° 43′ 52,6″ O |
| Bergstation                | 46° 33′ 56,8″ N, 11° 44′ 13,1″ O |
| Betriebsart                | elektrisch                       |
| Spurweite                  | 1200 mm                          |
| Beförderungsleistung       | 2000 Personen pro Stunde         |
| Eröffnung                  | 4. Dezember 2004                 |

Die Standseilbahn Gardena Ronda Express (gemäß Aufschrift Valgardena Ronda Express) befindet sich in Gröden in Südtirol (Italien). Die Trasse verläuft zur Gänze unterirdisch in der Nähe des Ortszentrums von St. Christina, jedoch auf dem Gemeindegebiet von Wolkenstein, und überwindet dabei einen Höhenunterschied von 142 m. Bei einer Geschwindigkeit von maximal 36 km/h und einer durchschnittlichen Neigung von 11,5 % können bis zu 2.000 Menschen pro Fahrtrichtung und Stunde transportiert werden.

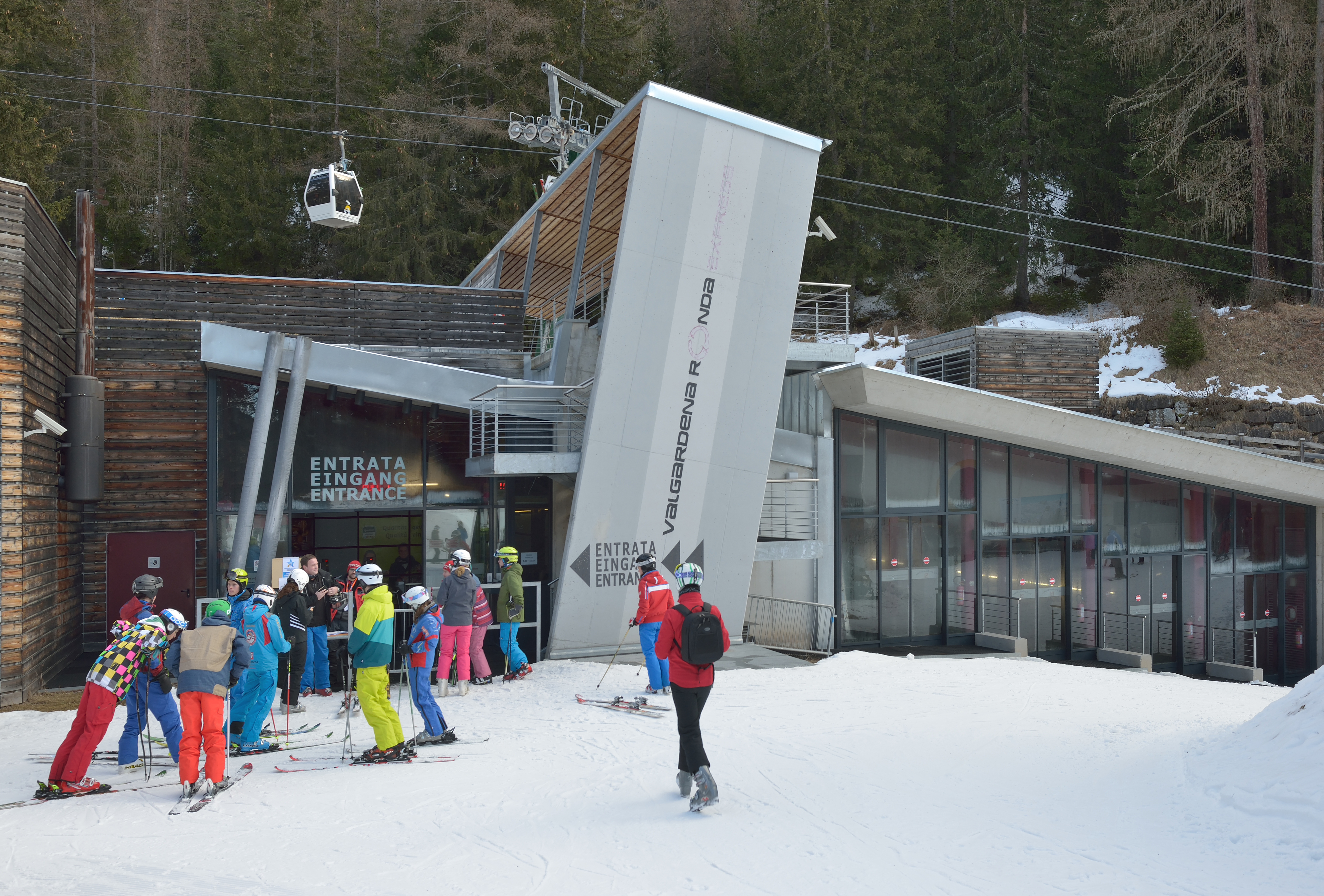
Bergstation der Standseilbahn Gardena Ronda Express in Gröden

Die Talstation befindet sich in Ruacia, die Bergstation im Tschisles-Tal. Die Bahn verbindet damit zwei große Skigebiete, nämlich Seceda-Col Raiser im Norden und Ciampinoi im Süden. Erste Ideen für die Bahn gab es bereits 1990. Nach einer Trassenänderung zu Gunsten der Anwohner wurde 2003 mit den Bauarbeiten begonnen. Die gesamte Bahntechnik wurde von der im Marktsegment führenden Südtiroler Firma Leitner AG geliefert.
Durch den Bau der Bahn fährt, nachdem die Grödner Bahn 1960 eingestellt wurde, nach über vierzig Jahren wieder ein schienengebundenes Fahrzeug in Gröden. Im Jahr 2010 wurde eine zweite Standseilbahn in Gröden, die Raschötzer Bahn in St. Ulrich, in Betrieb gesetzt.